# Studio preparatorio

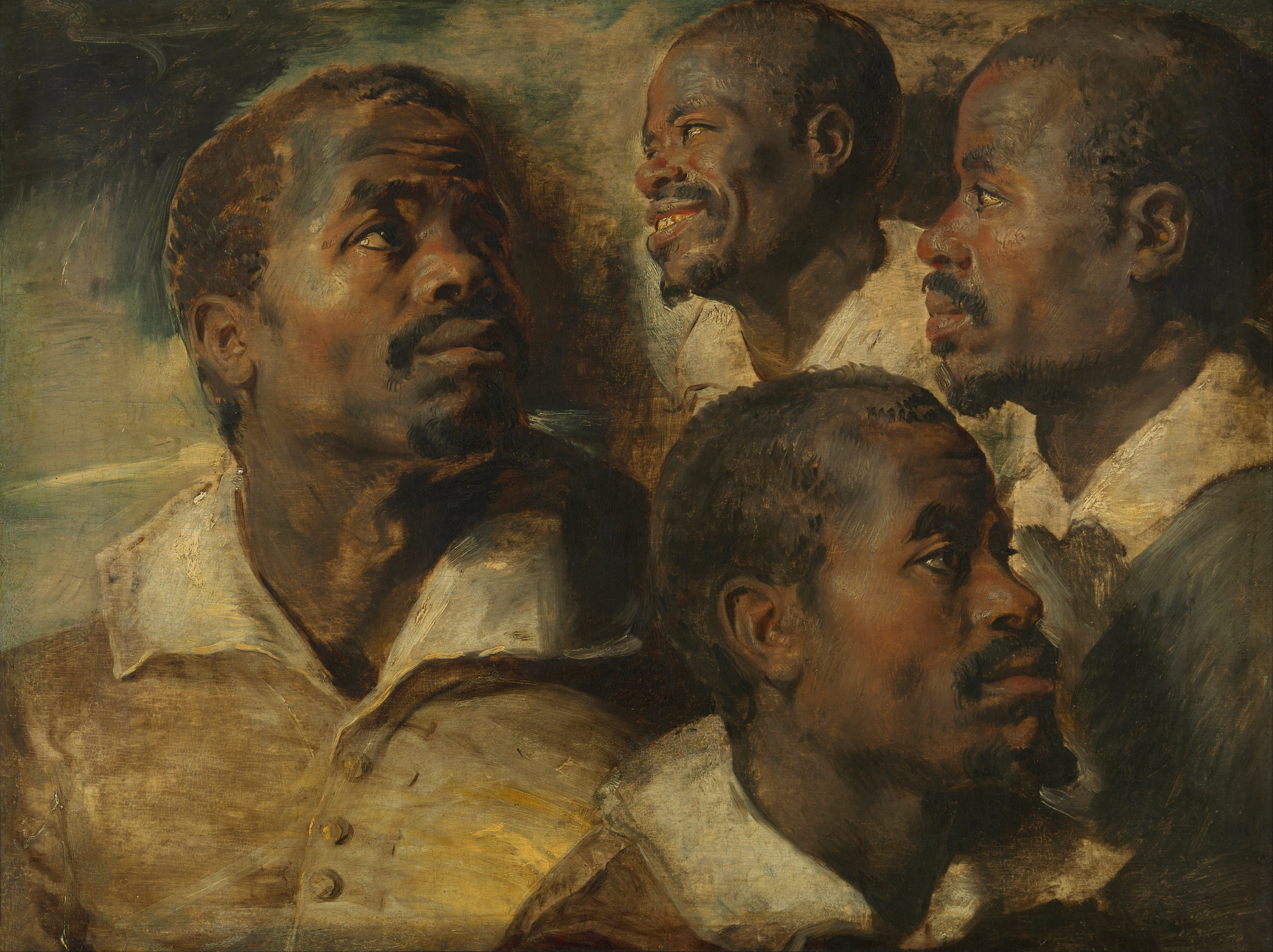
Pietro Paolo Rubens, Quattro studi della testa di un moro, 1640

Uno studio preparatorio è un bozzetto realizzato per la creazione di un'opera pittorica o può essere un'annotazione visiva presa dal pittore (un appunto). Può trattarsi tanto di un disegno quanto di un'opera più complessa e realizzata con qualunque tipo di tecnica, come per lo studio a olio. In ogni caso, uno studio preparatorio è frutto di una lavorazione maggiore di uno schizzo eseguito velocemente (un croquis).

## Descrizione

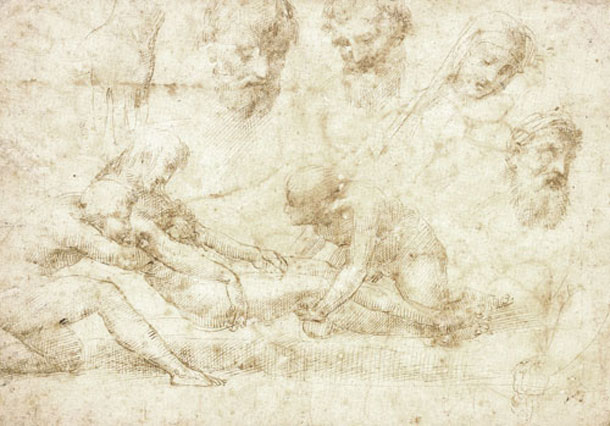
Uno studio per la Deposizione Borghese di Raffaello, del 1505 circa.

I pittori realizzano degli studi per comprendere i problemi che pone un'opera e pianificare gli elementi che finiranno per comporla, in aspetti come la luce, il colore, la forma, la prospettiva e la composizione. Gli studi che sono realizzati a olio, sia su tela che su tavola, sono noti come "bozzetti a olio".
In alcuni casi, lo studio raggiunge un impatto maggiore rispetto all'opera terminata, a causa della freschezza del lavoro dell'artista mentre esplora il tema. L'eccitazione della scoperta può dare vitalità a uno studio, e questo può essere favorito dai cambiamenti e dai pentimenti dell'artista. A volte il pittore giustappone o sovrappone delle variazioni dello stesso o di soggetti distinti, o aggiunge delle annotazioni scritte, conservando o cambiando la verticalità, oppure utilizza delle aree vuote di uno studio precedente (che possono includere il retro); tutto ciò permette di comprendere meglio il processo del suo lavoro pittorico.

## Storia
Alla metà del quindicesimo secolo appartengono gli studi superstiti di Rogier van der Weyden, e alla prima metà del secolo risalgono quelli del Pisanello, raccolti nel codice Vallardi, mentre i due corposi quaderni di schizzi di Jacopo Bellini (presumibilmente eseguiti dal 1430 al 1460) sono da considerarsi finalizzati a una ricerca teorica piuttosto che destinati alla realizzazione di opere. Esistono dei codici più antichi che contengono dei disegni che possono considerarsi degli studi, come quello di Villard de Honnecourt (prima metà del tredicesimo secolo).

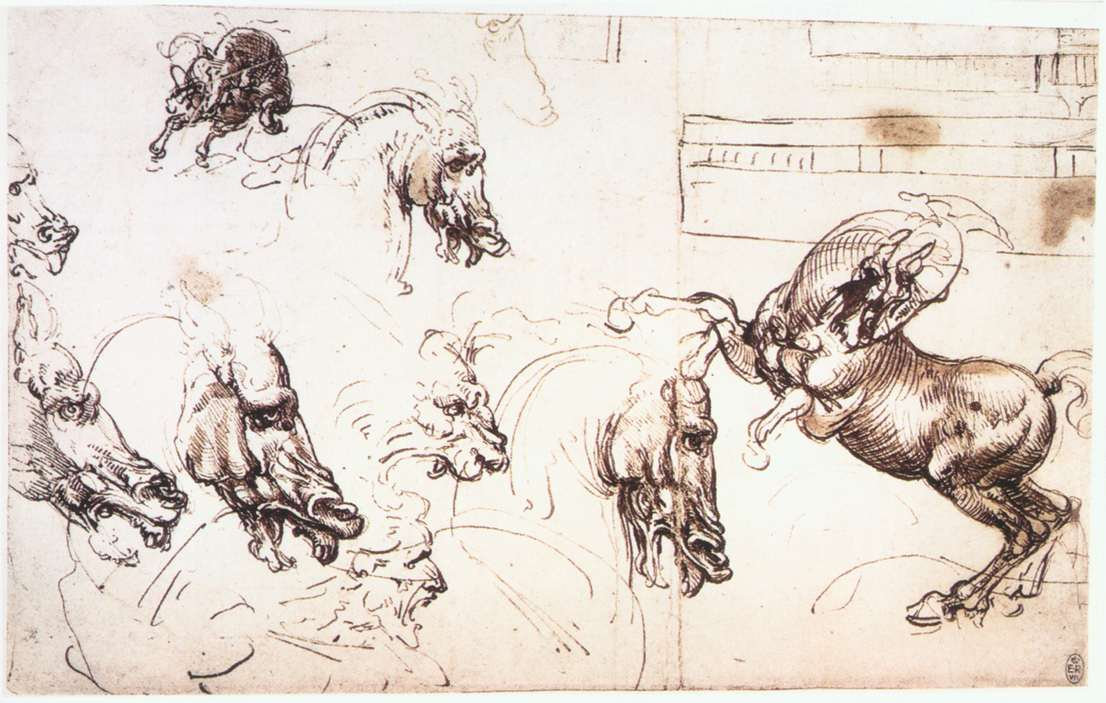
Degli studi di cavalli di Leonardo da Vinci, realizzati per l'affresco (oggi perduto) della Battaglia di Anghiari.

Si sono conservati degli studi pittorici dei grandi maestri dell'alto Rinascimento italiano, come, per esempio, alcuni realizzati da Michelangelo. In uno di questi, creato per la Sibilla Libica della volta della Cappella Sistina, si può notare che la composizione definitiva si basava inizialmente su un modello maschile; in un altro, per la Deposizione, una figura femminile venne concepita inizialmente come un adolescente nudo. Di Leonardo da Vinci si conservano studi numerosi, inclusi alcuni che permettono di verificare come egli studiasse le variazioni nella posizione delle mani di una figura (anticamente ritenuta la Gioconda, oggi identificata con Ginevra de' Benci) o il movimento dei cavalli della Battaglia di Anghiari. Esistono inoltre vari studi per il dipinto, oggi perduto, Leda col cigno. Di Raffaello si è conservato un grande insieme di studi preparatori e di cartoni, che permettono di ricostruire le sue tecniche e il suo processo creativo.
Si conservano degli studi famosi dei grandi maestri di epoche diverse dell'arte dell'età moderna, come Bosch, Dürer, Tiziano, Rubens, Ribera, Velázquez, Rembrandt, Poussin, Mengs, Fragonard, Reynolds o Gainsborough. Oggetto di studi particolari sono stati gli studi preparatori di Francisco Goya, che egli raccolse in vari quaderni (chiamati Quaderno italiano, Album A o piccolo di Sanlúcar, Album B o di Sanlúcar-Madrid, e poi C, D... fino all'Album H). Molti di questi disegni sono degli studi preparatori per delle sue incisioni, come quelle che formano la serie dei Capricci.

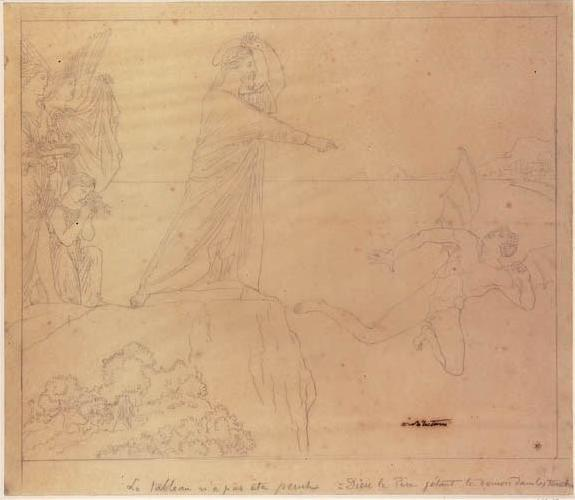
Uno studio di Ingres per un dipinto mai realizzato sul tema di Cristo sulla montagna, oggi a Montauban.

Sono molto più numerosi gli studi dei maestri della pittura moderna e contemporanea. Il pittore francese Jean-Auguste-Dominique Ingres era noto per realizzare moltissimi bozzetti, sia a matita che a olio, per le sue opere. Il museo Ingres Bourdelle di Montauban, in Occitania, conserva moltissimi di questi disegni, che testimoniano gli studi minuziosi delle composizioni pittoriche e dei loro dettagli e la ricerca dell'ispirazione nelle antichità romane che il pittore poté vedere in Italia durante i suoi due soggiorni a Roma. Alcuni di questi abbozzi furono realizzati per dei quadri che alla fine Ingres non dipinse mai, come una composizione nella quale il Cristo veniva raffigurato mentre scacciava Satana.
Con la diffusione delle accademie d'arte in tutto il continente europeo, si diffuse anche la tecnica dello studio accademico (noto in francese, per metonimia, come académie, e in inglese come figure drawing), che fa parte della formazione di base delle scuole d'arte. Questi disegni consistono in studi della figura umana nelle sue varie pose. Jacques-Louis David allenava i propri studenti con un programma rigoroso, che consisteva nel disegnare un modello per ore, ogni giorno, ritratto in una posa particolare. Jacques-Louis David faceva uso di modelli di nudo anche per degli studi di figure vestite, e questa tecnica sarà ripresa dal suo allievo Ingres e, decenni dopo, anche dal pittore statunitense Kenyon Cox, che separavano gli studi anatomici dagli studi del vestiario. Esistono inoltre degli studi ingresiani per delle vetrate che sono degli studi di nudo e degli studi per le vesti sovrapposti (in francese si chiamano études de nu drapées).
Per quanto riguarda gli studi preparatori a olio, il pittore francese Jean-Baptiste Camille Corot, autore di paesaggi, ne realizzava alcuni sul posto per poi dipingere il quadro vero e proprio nello studio. Un metodo utilizzato indipendentemente anche da Ippolito Caffi che durante i suoi viaggi dipingeva su tavolette i soggetti che avrebbe poi sviluppato nel suo atelier. Questo tipo di bozzetto cominciò a svanire lentamente tra la fine del diciannovesimo secolo e l'inizio del ventesimo, quando la differenza tra lo studio e l'opera finita si ridusse. Si contano comunque degli esempi di questo periodo, come i vari studi su tela realizzati da Georges Seurat per il suo dipinto Una domenica pomeriggio sull'isola della Grande-Jatte.

## Galleria d'immagini

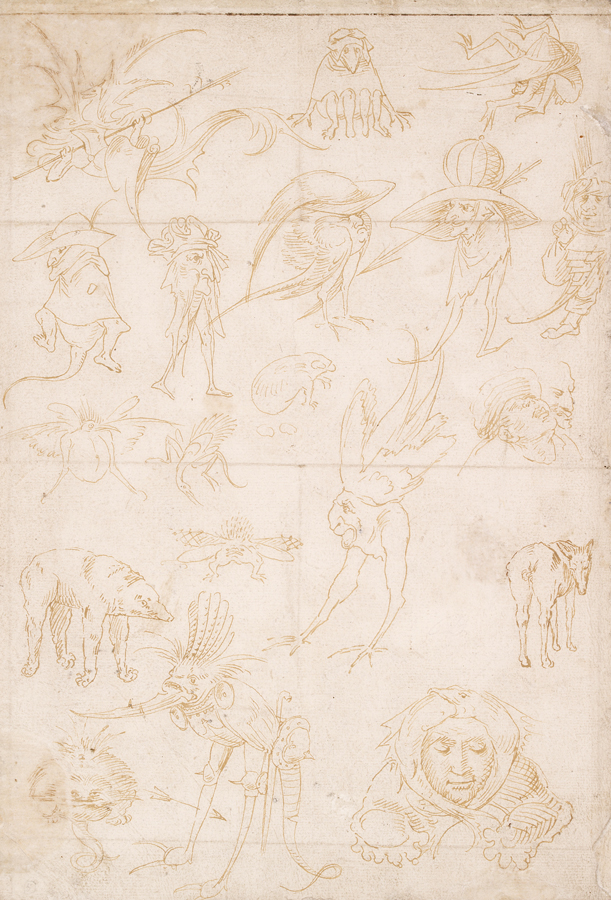
Degli studi di mostri realizzati da Hieronymus Bosch.
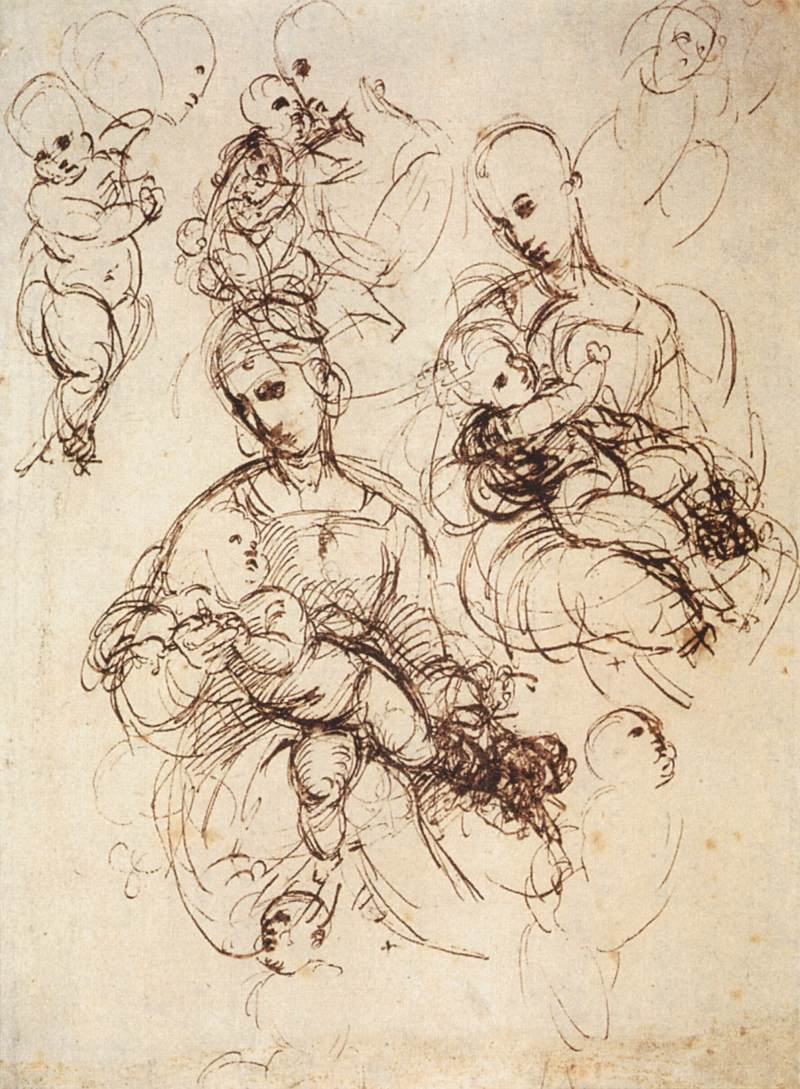
Degli schizzi per una Madonna con il Bambino di Raffaello Sanzio.
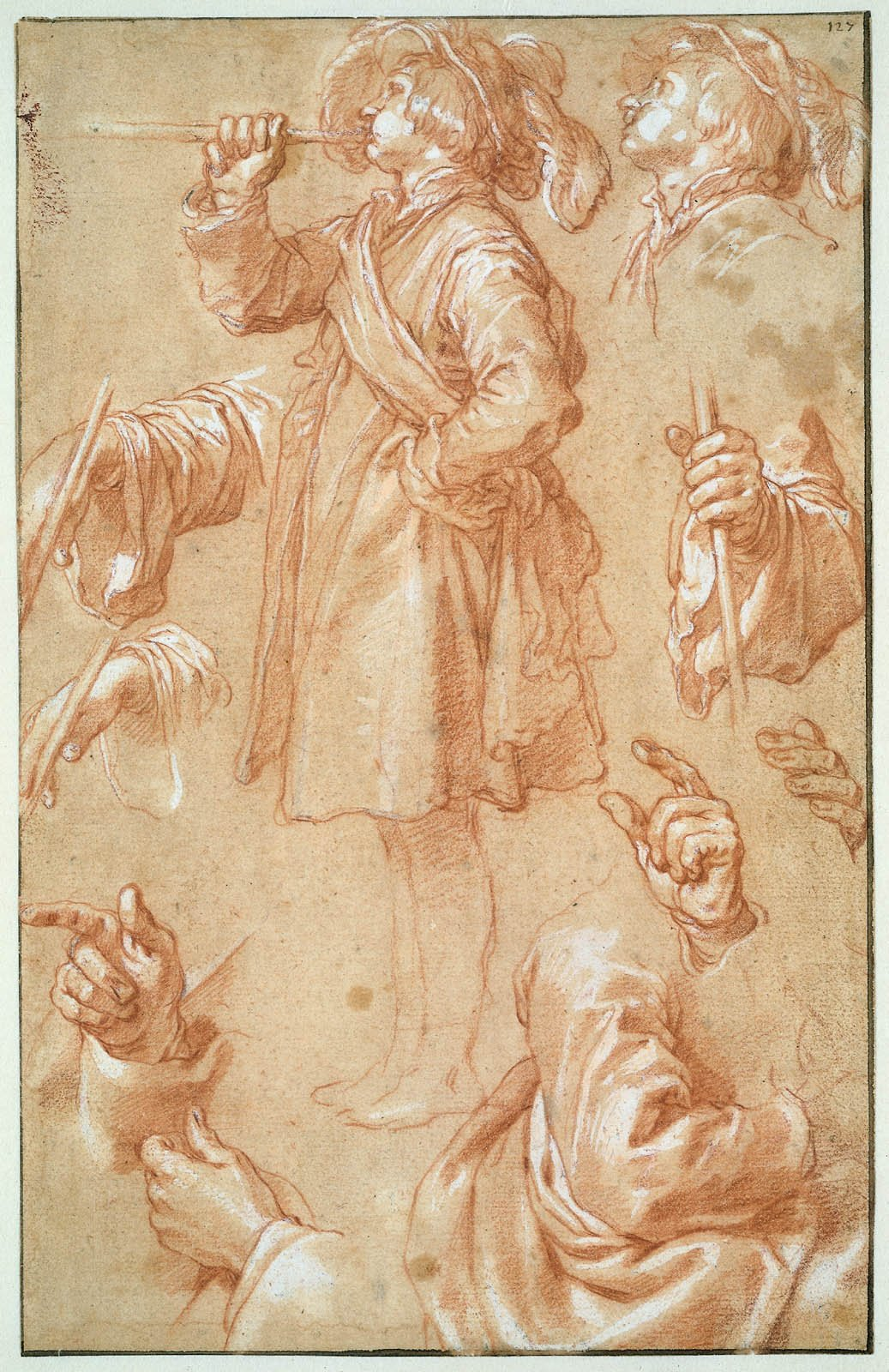
Vari schizzi di un trombettiere realizzati da Abraham Bloemaert.
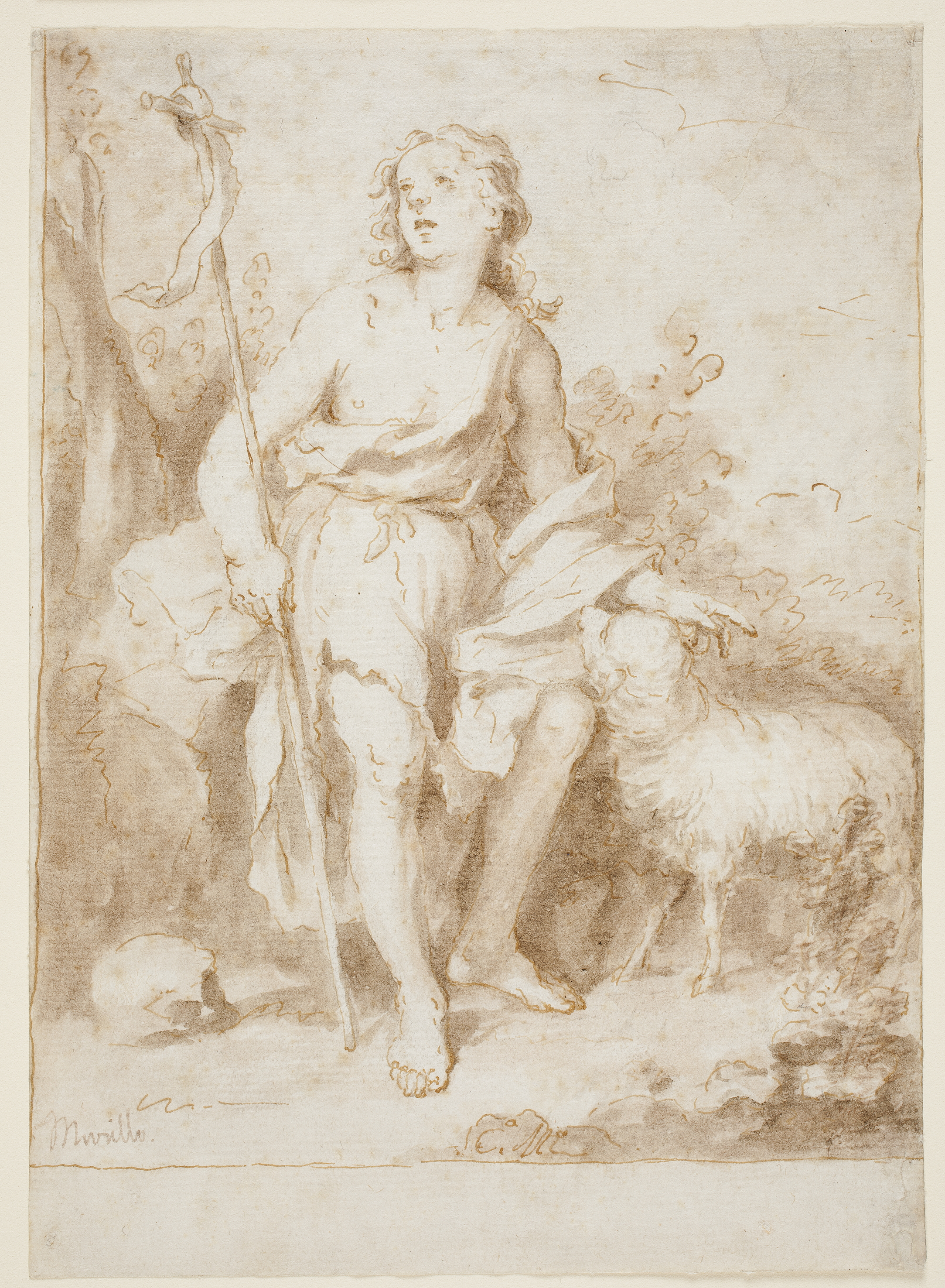
Un bozzetto per il San Giovanni Battista bambino di Bartolomé Esteban Murillo.
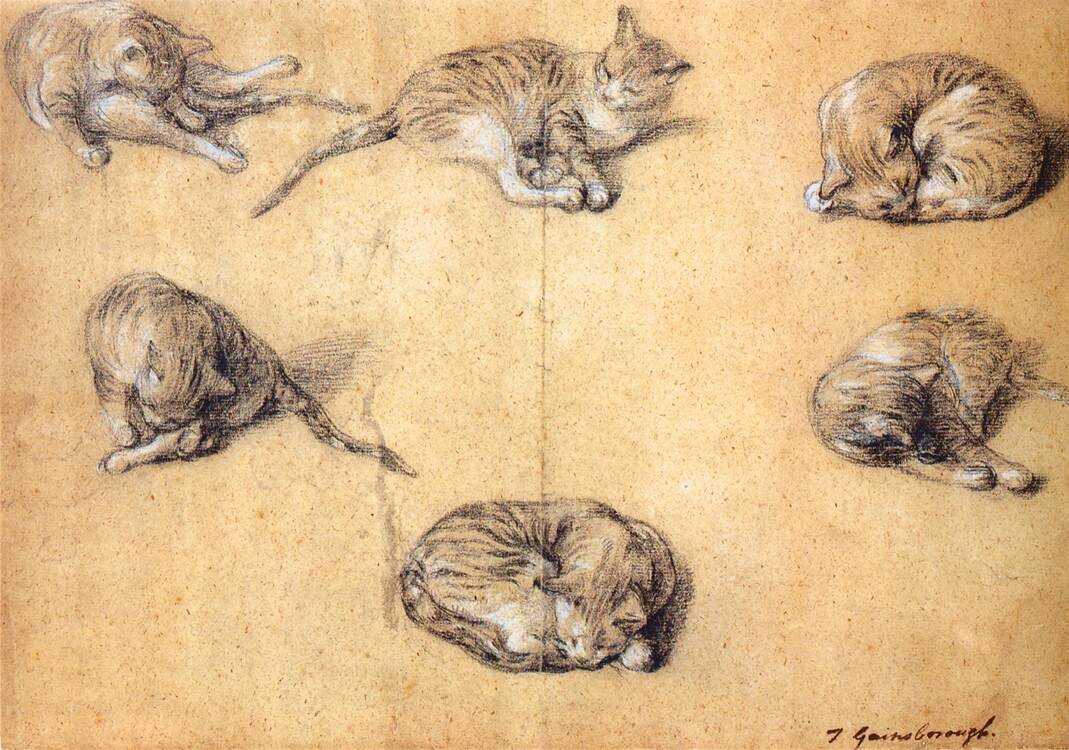
Sei studi di un gatto di Thomas Gainsborough.
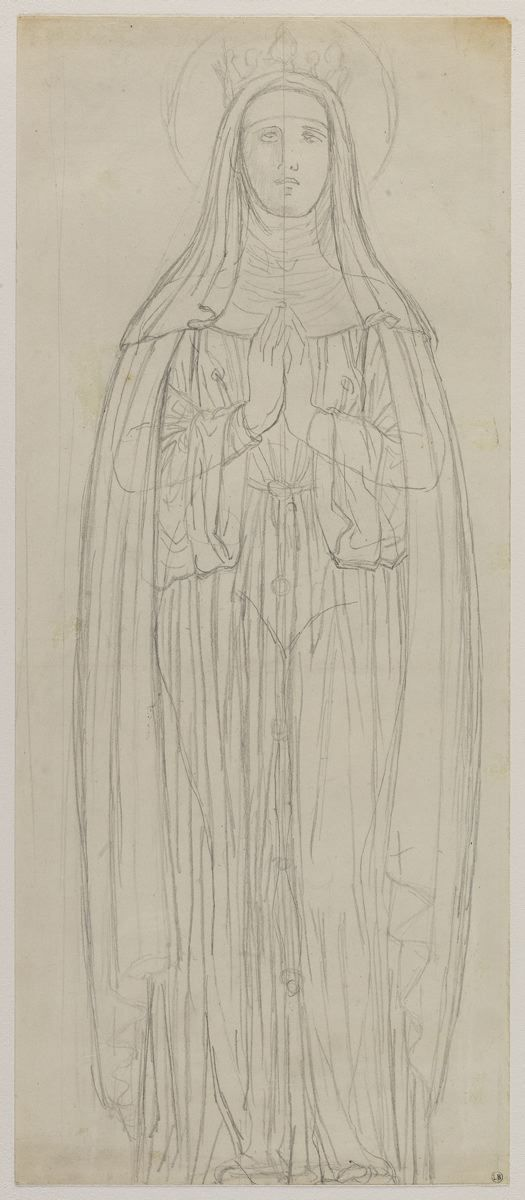
Uno studio per la beata Isabella di Francia di Jean-Auguste-Dominique Ingres.
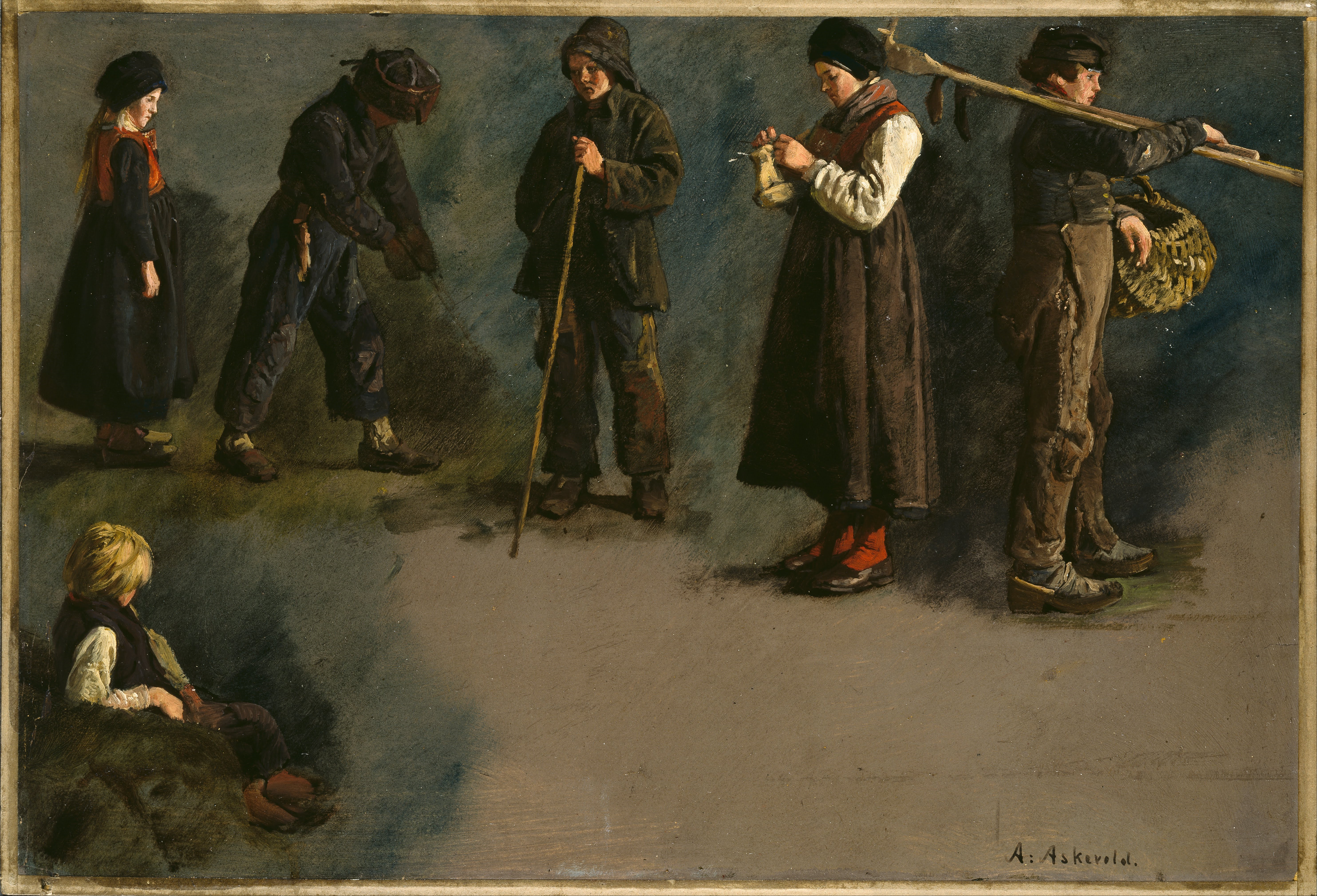
Uno studio a olio per delle figure di Anders Askevold.
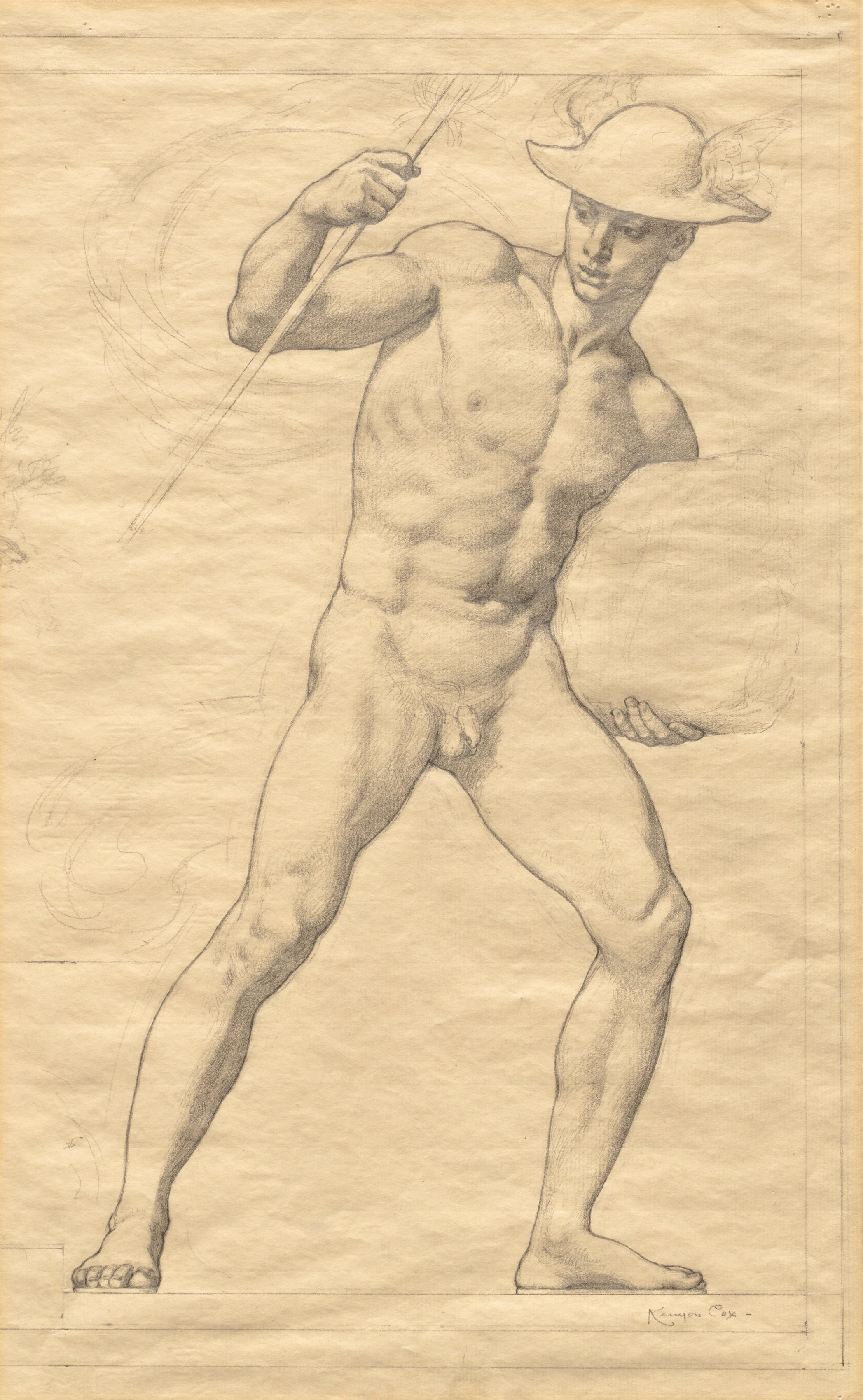
Uno studio di nudo del dio Mercurio per un'opera di Kenyon Cox.